# Teutônia
Teutônia é um município brasileiro localizado na região central do estado do Rio Grande do Sul. O município se localiza na região do Vale do Taquari. O nome Teutônia tem sua origem provavelmente no prefixo “Teuto-”, que significa de origem germânica. Este nome surge como um nome tribal de Teutões, eles, juntamente com os Cimbrianos (existem algumas comunas cimbrias no norte da Itália na região de Belluno e Trento), foram aniquilados pelos Romanos.

## História

### Primórdios da Colonização
A história de Teutônia está relacionada com a da imigração alemã, iniciada em 1824 com a criação da Colônia Alemã de São Leopoldo e a chegada dos primeiros colonizadores. Antes disso, a região era ocupada por indígenas da tribo guaianazes, pertencentes à nação tupi-guarani.
A ideia de criar a Colônia de Teutônia foi do comerciante atacadista Carlos Schilling, que, em 1856, realizou uma primeira expedição com colonos alemães e, em 1858, adquiriu terras devolutas para dar início ao seu projeto. Também em 1858, a Câmara de Vereadores de Taquari oficializou a criação da Colônia Teutônia. Logo iniciou a venda de lotes, cada um com 50.000 braças quadradas.
Para fazer frente às crescentes despesas do investimento e buscando aumentar as chances de sucesso da colônia, Carlos Schilling criou, com outros sócios, a “Empresa Colonizadora Carlos Schilling, Lothar de la Rue, Jacob Rech, Guilherme Kopp e Companhia”, com todos os membros pertencentes e envolvidos ao meio, a classe social do alto comércio de Porto Alegre.
Sobre a formação das primeiras comunidades, sabe-se que a primeira picada aberta em Teutônia foi a Glück Auf, ou seja, Picada da Boa Sorte (hoje Bairro Canabarro), que contava com 48 lotes já no ano de 1858. Em 1860 foi aberta a Picada Hermann (Linha Germano), com 56 lotes.
Em 1861 foi iniciada a medição e divididos os 600 prazos coloniais, com superfície variável de 30.000 a 200.000 braças quadradas. Em 26 de novembro de 1861, esta empresa adquiria mais uma área de terra para o acesso a nova colônia, área esta pertencente ao então município de Taquari.
Despesas de transmissão, escrituras, conflitos de divisas e disputas por fontes de água causaram o atraso nas vendas e vinda de colonos. Em 1862, a referida empresa nomeou o agrimensor Lothar de la Rue como diretor da Colônia, com o objetivo, entre outros, de executar os serviços de medição das terras.
Durante a Guerra do Paraguai, uma comissão de suíços e alemães, estabelecidos na província argentina de Corrientes, sem esperança de prosperar, percorreu os núcleos coloniais do Rio Grande do Sul, optando por transferir-se para a Colônia de Teutônia. Nos anos de 1865 e 1866 chegaram a Teutônia os primeiros habitantes em maior número, boa parte oriundos da antiga zona colonial de São Leopoldo,  sendo compostos principalmente de imigrantes alemães. Em 1868, mais imigrantes vieram da Alemanha, principalmente das regiões de Vestfália, Pomerânia, Saxônia, Boêmia e Silésia, bem como alguns de Santa Catarina e da colônia frustada na Argentina.
Os alemães adquiriam as terras e se dedicavam à agricultura. Posteriormente, pequenas indústrias foram criadas pelos imigrantes, primeiramente indústrias de subsistência, que posteriormente viraram protótipos para a criação de incipientes e prósperas redes comerciais, centrada em comércio de banha, na indústria calçadista, etc.. 
Em 1865, foi aberta a Picada Boa Vista, com 52 lotes, seguindo-se a Picada Frank, em 1868, com 92 lotes. Em 1868, com a saída de La Rue, Carlos Arnt assumiu a direção da Colônia. Nesse mesmo ano, a chegada de 41 imigrantes westfalianos deu novo impulso processo de desenvolvimento da região.
O arroio Boa Vista foi aproveitado já a partir do ano de 1869 com a instalação de uma roda d'água que moveu o primeiro moinho de milho. O proprietário e imigrante alemão Johan Rudolf Schonhorst após instalou uma serraria e uma carpintaria sendo este germânico o pioneiro na construção de salas de aula em estilo enxaimel.
De 1869 a 1870, foram abertas a Picada Schmidt, Picada Clara e Picada Welp, com 49, 23, 10 lotes, respectivamente. Outras picadas foram abertas entre 1872 a 1878, como a Picada Catarina. A população, naquela época, já contava com 2.241 pessoas, constituída por 386 famílias.
Já no ano de 1932, Henrique Sommer construiu no mesmo local, no Arroio Boa Vista, uma barragem e instalou uma turbina e um gerador produzindo então energia elétrica para as localidades de Boa Vista, Languiru, Boa Vista Fundos, Linha Capivara e Linha Frank. Em 1939 o empreendimento foi adquirido por Afonso Wallauer e Emílio Rex. Posteriormente, esse empreendimento daria base para o surgimento da Certel Energia, que foi fundada em 19 de fevereiro de 1956. A Certel é a maior e a mais antiga cooperativa de eletrificação do País. 

### EmancipaçãoeHistória do Tempo Presente
Desde então, o atual Município de Teutônia passou por um notório processo de desenvolvimento econômico e social, acelerado a partir de 24 de maio de 1981, com o advento da emancipação política, e que perdura até os dias atuais. Teutônia, se municipalizou-se em 5/10/1981, com a Lei nº. 7542 de 1981, pos antes fazia parte do município de Estrela. Teutônia adotou o dia 24 de maio como dia do município porque foi nesta data que ocorreu o plebiscito que deu a vitória do "sim" a favor da emancipação. A instalação da nova cidade aconteceu no dia 31 de janeiro de 1983, cuja primeiríssima sessão da Câmara de Vereadores presidida pelo vereador e professor Selby Wallauer, recebeu o juramento do Prefeito Elton Klepker e do vice Silvério Luersen. O desenvolvimento foi tamanho que Teutônia já gerou um município-filho, Westfália.
A Miss Brasil 2012, Gabriela Markus, que é de Teutônia, representou o Rio Grande do Sul no concurso Miss Brasil 2012, no dia 29 de setembro de 2012, e de lá saiu vitoriosa.
Em 2015, em Teutônia, é fundada pelos amigos Matheus Fell e Luís Felipe Wallauer Ferreira, a franquia Quiero Café, que conta com mais de 80 unidades pelo Brasil.
Desde o dia 22 de dezembro de 2017, Teutônia é oficialmente a Capital Nacional do Canto Coral. A Lei Federal nº 13.563, que dá ao município o título, foi sancionada pelo presidente Michel Temer no dia 21 de dezembro de 2017. O projeto para tornar Teutônia a Capital Nacional do Canto Coral tramitou no Congresso Nacional por cerca de sete anos.
O Vale do Taquari foi a região mais atingida pelas enchentes de 2024 no Rio Grande do Sul. E o município de Teutônia, teve apenas 7 quilômetros quadrados, ou menos de 4% do seu território, com menos de 2% da população e 2% dos CNPJs locais atingidos pela cheia, conforme o Mapa Unificado do Plano Rio Grande, o que fez com que o município recebesse aproximadamente 800 novas empresas e 3 mil moradores no período de um ano após-cheia, apresentando um notável crescimento econômico e social.

## Geografia
O município possui uma circunscrição territorial de 178,460 km². Está localizado na região do Vale do Taquari, mais precisamente na encosta inferior do nordeste, a cerca de 110 km de distância da capital, via BR-386. Suas coordenadas geográficas são: 51°47’57” W de longitude; 29°26’36” S de latitude. A altitude média é de 83 metros (ponto mais baixo: 37,5 metros; ponto mais alto: 600 metros, no Morro da Harmonia). O Código Postal do município é 95890-000.
Teutônia faz parte da Mesorregião Centro Oriental Rio-Grandense e da Microrregião de Lajeado-Estrela, fazendo divisa, ao norte, com os municípios de Imigrante e Westfália; a oeste com Estrela e Colinas; ao sul com Fazenda Vilanova e Paverama; e a leste com Poço das Antas, Boa Vista do Sul e Brochier. O território do município é banhado pelo Arroios Boa Vista e Posses, que deságuam no Rio Taquari.

### Clima
Segundo dados do Instituto Nacional de Meteorologia (INMET), desde 1998 a menor temperatura registrada em Teutônia foi de −3,8 °C em 14 de julho de 2000 e a maior atingiu 41,7 °C em 16 de janeiro de 2022. O maior acumulado de precipitação em 24 horas atingiu 135,8 milímetros (mm) em 12 de outubro de 2000. A maior rajada de vento alcançou 25 m/s (90 km/h) em 10 de novembro de 2013. O índice mais baixo de umidade relativa do ar foi de 13% em várias datas.
| Dados climatológicos para Teutônia | Dados climatológicos para Teutônia | Dados climatológicos para Teutônia | Dados climatológicos para Teutônia | Dados climatológicos para Teutônia | Dados climatológicos para Teutônia | Dados climatológicos para Teutônia | Dados climatológicos para Teutônia | Dados climatológicos para Teutônia | Dados climatológicos para Teutônia | Dados climatológicos para Teutônia | Dados climatológicos para Teutônia | Dados climatológicos para Teutônia | Dados climatológicos para Teutônia |
| Mês | Jan                                | Fev                                | Mar                                | Abr                                | Mai                                | Jun                                | Jul                                | Ago                                | Set                                | Out                                | Nov                                | Dez                                | Ano                                |
| --- | ---------------------------------- | ---------------------------------- | ---------------------------------- | ---------------------------------- | ---------------------------------- | ---------------------------------- | ---------------------------------- | ---------------------------------- | ---------------------------------- | ---------------------------------- | ---------------------------------- | ---------------------------------- | ---------------------------------- |
| Temperatura máxima recorde (°C) | 41,7                               | 40,2                               | 40,2                               | 36,4                               | 33,7                               | 32                                 | 34,6                               | 35,6                               | 37,1                               | 37,8                               | 39,1                               | 40,1                               | 41,7                               |
| Temperatura máxima média (°C) | 29                                 | 28,8                               | 27,2                               | 24                                 | 21                                 | 18,6                               | 18,8                               | 19,8                               | 21,2                               | 23,8                               | 26,1                               | 28,3                               | 23,9                               |
| Temperatura mínima média (°C) | 18,4                               | 18,7                               | 17,5                               | 14,4                               | 11,9                               | 9,7                                | 9,6                                | 10,4                               | 11,5                               | 13,4                               | 15,4                               | 17,3                               | 14                                 |
| Temperatura mínima recorde (°C) | 9,8                                | 11,1                               | 7,7                                | 3,9                                | −1                                 | −1,8                               | −3,8                               | −1                                 | −1,2                               | 4,2                                | 5,6                                | 9,1                                | −3,8                               |
| Precipitação (mm) | 143,9                              | 133,2                              | 126,8                              | 102,9                              | 135,5                              | 109,7                              | 152,9                              | 138,2                              | 182,5                              | 197                                | 145,8                              | 125,2                              | 1 693,6                            |
| Fontes: Jornal do Tempo (médias de temperatura) e Instituto Nacional de Meteorologia (INMET) (médias de precipitação; recordes de temperatura: 04/11/1998 a 30/11/2011 e 05/10/2012-presente) |                                    |                                    |                                    |                                    |                                    |                                    |                                    |                                    |                                    |                                    |                                    |                                    |                                    |

Estima-se que com as chuvas históricas de abril e maio de 2024, no Vale do Taquari, que causaram as enchentes de 2024 no Rio Grande do Sul, tenham chovido mais de 1.000 milímetros em dois meses, em um curto período de tempo. 

## Demografiade Teutônia

### População
| População no último censo [2022] | 32.797 pessoas                           |
| População estimada [2024]        | 33.963 pessoas                           |
| Densidade demográfica [2022]     | 184,47 habitantes por kilometro quadrado |
| Fonte: IBGE                      |                                          |

### Trabalho e Rendimento
| Trabalho e Rendimento                                                                             |                      |
| ------------------------------------------------------------------------------------------------- | -------------------- |
| Salário médio mensal dos trabalhadores formais [2022]                                             | 2,2 salários mínimos |
| Pessoal ocupado [2022]                                                                            | 14.418 pessoas       |
| População ocupada [2022]                                                                          | 43,96% da população  |
| Percentual da população com rendimento nominal mensal per capita de até 1/2 salário mínimo [2010] | 16,7% da população   |
| Fonte: IBGE                                                                                       |                      |

### Educação
| Taxa de escolarização de 6 a 14 anos de idade [2022]             | Taxa de escolarização de 6 a 14 anos de idade [2022] | 98,71 |
| IDEB – Anos iniciais do ensino fundamental (Rede pública) [2023] | 6,6                                                  | 6,6   |
| IDEB – Anos finais do ensino fundamental (Rede pública) [2023]   | 5,3                                                  | 5,3   |
| Matrículas no ensino fundamental [2024]                          | 3.936                                                | 3.936 |
| Matrículas no ensino médio [2024]                                | 979                                                  | 979   |
| Docentes no ensino fundamental [2024]                            | 248                                                  | 248   |
| Docentes no ensino médio [2024]                                  | 89                                                   | 89    |
| Número de estabelecimentos de ensino fundamental [2024]          | 19                                                   | 19    |
| Número de estabelecimentos de ensino médio [2024]                | 4                                                    | 4     |
| Fonte: IBGE                                                      |                                                      |       |

### Saúde
| Mortalidade Infantil [2023]              | 15,98 óbitos por mil nascidos vivos    |
| Internações por diarreia pelo SUS [2024] | 5,9 internações por cem mil habitantes |
| Estabelecimentos de Saúde SUS [2009]     | 7                                      |
| Fonte: IBGE                              |                                        |

### Meio Ambiente
| Área urbanizada [2019]                                                           | Área urbanizada [2019] | 18,95 km²      |
| Esgotamento sanitário por rede geral, rede pluvial ou fossa ligada à rede [2022] | 3,44%                  | 3,44%          |
| Arborização de vias públicas [2022]                                              | 42,44%                 | 42,44%         |
| Urbanização de vias públicas [2010]                                              | 53,3%                  | 53,3%          |
| População exposta ao risco [2010]                                                | 186                    | 186            |
| Bioma predominante [2024]                                                        | Mata Atlântica         | Mata Atlântica |
| Fonte: IBGE                                                                      |                        |                |

### Idiomas regionais
Teutônia conta com o Riograndenser Hunsrückisch (ou hunriqueano riograndense em língua nacional), que é um dialeto ou língua minoritária sulbrasileira de origem germânica falada pelos teutonienses desde tempos pioneiros, mas também por milhares de pessoas espalhadas por vários outros municípios do estado e mesmo em regiões adjacentes, Oeste de Santa Catarina e Oeste do Paraná, e até mesmo em Misiones/Argentina.

### Condições Socioeconômicas
O município conta com um Índice de Desenvolvimento Humano Municipal (IDHM) de 0,747, e um Índice de Desenvolvimento Socioeconômico (Idese) de 0,812.

## Governo
O município de Teutônia está, administrativamente, dividido em 5 bairros, sendo estes o bairro Canabarro, Centro Administrativo, Languiru, Alesgut, Boa Vista e bairro Teutônia, e em 15 linhas interioranas, como as localidades da Linha Germano, Linha São Jacó, Posses, Linha Ribeiro, Linha Wink, Linha Boa Vista Fundos, Linha Catarina, Linha Gamela, Linha Capivara, Linha Pontes Filho, Linha Clara, Linha Harmonia, Linha Welp, Linha Geraldo e Linha Leopoldina. 

## Economia
| PIB per capita [2021]                                                                           | PIB per capita [2021] | 45.981,15      |
| Índice de Desenvolvimento Humano Municipal (IDHM) [2010]                                        | 0,747                 | 0,747          |
| Total de receitas brutas realizadas [2024]                                                      | 238.736.557,67        | 238.736.557,67 |
| Transferências correntes (Percentual em relação às receitas correntes brutas realizadas) [2024] | 72,66%                | 72,66%         |
| Total de despesas brutas empenhadas [2024]                                                      | 208.353.290,68        | 208.353.290,68 |
| Fonte: IBGE                                                                                     |                       |                |

O município conta com um Produto Interno Bruto (PIB) de aproximadamente R$ 1.182.113.000,00 e um PIB per capita de R$ 41.808,00. Teutônia é a segunda maior economia entre os 39 municípios filiados à Associação dos Municípios do Vale do Taquari (AMVAT), de acordo com o índice de retorno do Imposto Sobre Circulação de Mercadorias e Serviços (ICMS).

### Dados econômicos de Teutônia
| Valor Adicionado Bruto, a preços correntes, da Agropecuária         | R$ 42 285 994  |
| Valor Adicionado Bruto, a preços correntes, da Indústria            | R$ 238 387 609 |
| Valor Adicionado Bruto, a preços correntes, dos Serviços            | R$ 272 255 912 |
|                                                                     | R$ 57 988 084  |
| Impostos, líquidos de subsídios, sobre produtos, a preços correntes | R$ 60 258 321  |
| Produto Interno Bruto a preços correntes                            | R$ 613 187 836 |
| Fonte: IBGE                                                         |                |

A base da economia é a agropecuária, com uma produção bastante diversificada. Na pecuária destaca-se a bovinocultura leiteira, a avicultura, a suinocultura e a criação de aves de postura. A principal cultura é o milho, seguindo-se de produtos de subsistência como feijão, aipim, batata e hortaliças. A produção de lenha (acácia e eucalipto) também merece destaque. Uma característica das propriedades rurais é o minifúndio, com a média de 8,8 hectares por propriedade.
O setor industrial é liderado pela indústria alimentícia e pela indústria calçadista, seguidas pelos setores de esquadrias, moveleiro, metalúrgico e lapidação de pedras. O comércio, da mesma forma, é forte e diversificado, com concentração principal nos três maiores bairros: Canabarro, Languiru e Teutônia.
As exportações estimadas do município para o ano de 2014, estão orçadas em aproximadamente U$ 8.362.349, com empresas como Languiru, Lactalis, Piccadilly, Beira Rio, etc., tendo grande contribuição.

## Infraestrutura

### Aeroportos
Os aeroportos mais próximos de Teutônia são:
| Aeroporto | Aeroporto de Montenegro 43.2 km Aeroporto Regional de Caxias do Sul Hugo Cantergiani 66.2 km Aeroporto de Novo Hamburgo 75.4 km |

### Portos
O porto mais próximo de Teutônia é o Porto de Estrela.

### Rodovias
As principais vias de ligação de Teutônia são:
- ERS-418: Rodovia estadual que corta Teutônia.
- RSC-453: Rodovia federal próxima a Teutônia, conectando a cidades como Lajeado e Estrela.
- ERS-129: Rodovia estadual que liga Teutônia a Guaporé.
- ERS-453: Rodovia estadual que segue para Caxias do Sul.
- ERS-128: também conhecida como Via Láctea, é uma rodovia estadual no Rio Grande do Sul que liga a BR-386 à RSC-453.

### Justiça
O município conta com o Cartório Eleitoral de Teutônia - 125ª Zona, o Ofício de Registros Públicos (Cartório),com o Tabelionato de Notas, com a Promotoria de Justiça, com a Defensoria Pública e com o Fórum de Teutônia.

## Cultura
No âmbito cultural, o município destaca-se pelo excelente desempenho nas áreas artística, musical e cultural. O Projeto Teutônia Cultural, lançado em 2023, contempla 28 oficinas de diferentes áreas, tendo mais de mil vagas gratuitas para a comunidade. Em Teutônia existem mais de 40 sociedades organizadas de canto coral, além da música instrumental, representada pela Orquestra de Teutônia, Orquestra Henrique Uebel e o Conjunto Instrumental do Colégio Teutônia. Existe ainda os Coros Municipais, diversos grupos de danças folclóricas e teatro.
Desde o dia 22 de dezembro de 2017, Teutônia é oficialmente a Capital Nacional do Canto Coral. A Lei Federal nº 13.563, que dá ao município o título, foi sancionada pelo presidente Michel Temer no dia 21 de dezembro de 2017. O projeto para tornar Teutônia a Capital Nacional do Canto Coral tramitou no Congresso Nacional por cerca de sete anos. São mais de 1 mil coralistas que se dedicam à atividade.
Também destacam-se diversos eventos como o Parada Natalina, Semana Farroupilha, Teutoberfest, Festival de Balonismo, Encontro de Carros Antigos, Encontro de Motos (Teutônia Moto Fest e Teutomoto), shows e espetáculos, além da grande Festa de Maio, que acontece a cada dois anos, celebrando o aniversário de Teutônia.
No turismo, Teutônia se destaca pelos diversos pontos de visitação, dentre eles a Lagoa da Harmonia, o Engenho Quatro Ventos, o Antick Haus Bergmann, o Museu Henrique Uebel, a Associação dos Artesãos e o Centro Administrativo.
Dentre os empreendimentos gastronômicos conhecidos e frequentados pelos locais, estão o Empreendimento Matinho, a Frei Pastelaria e o Kakak's Bar.
A cidade também conta com diversos locais de hospedagem, como o Baviera Park Hotel, o Hotel do Gringo, o Hotel e Pousada Floriflor, o Hotel Tirol, o Hotel União, o Hotel da Lagoa da Harmonia e o Teuthos Hotel.

### SímbolosdoMunicípio
Entre os símbolos do Município, estão a Bandeira Municipal, instituída pela Lei N.º 146, de 28 de abril de 1986, e o Brasão Municipal, instituído pela Lei N.º 146, de 28 de abril de 1986, ambos de autoria de Selby Wallauer. Outro símbolo do município é o par de sapatos de pau, que simboliza o artesanato embrião da industrialização e lembra a imigração das trezentas famílias westfalianas ao município no ano de 1869. Por fim, temos o Hino Municipal, que foi instituído como símbolo oficial pela Lei N.º 146, de 28 de abril de 1986. A instituição do Hino Municipal de Teutônia se deu pela Lei N.º 1.430, de 19 de novembro de 1998, com a autoria do hino sendo atribuída a Waltraude Wartschow.